# Un détective à la dynamite
 (décembre 2023).
Si vous disposez d'ouvrages ou d'articles de référence ou si vous connaissez des sites web de qualité traitant du thème abordé ici, merci de compléter l'article en donnant les références utiles à sa vérifiabilité et en les liant à la section « Notes et références ».
Pour plus de détails, voir Fiche technique et Distribution.
Un détective à la dynamite (titre original : A Lovely Way to die) est un film américain réalisé par David Lowell Rich, sorti en 1968.

## Synopsis
Loren Westabrook, un riche notable, est retrouvé fusillé un soir dans sa piscine. Très vite les soupçons se portent sur Rena, sa jeune et sublime épouse, et l'amant de celle-ci. En effet elle devrait hériter de l'intégralité de la fortune de son mari pour le cas où il viendrait à décéder. Elle engage alors un avocat et un détective, dont les méthodes sont peu conventionnelles, pour l'aider à prouver son innocence...

## Fiche technique
- Titre français : Un détective à la dynamite
- Titre original : A Lovely Way to die
- Réalisation : David Lowell Rich
- Scénario : A.-J. Russell
- Photographie : Morris Hartzband
- Montage : Sidney Katz et Gene Palmer
- Musique : Kenyon Hopkins
- Costumes : Mary Merrill
- Producteur : Richard Lewis
- Société de production et de distribution : Universal Pictures
- Pays de production :  États-Unis
- Langue : Anglais américain
- Format : Couleur — 35 mm — 2,35:1 — Son : Mono
- Genre : Film policier
- Durée : 103 min
- Dates de sortie :
  - États-Unis : 12 juillet 1968 (New York)
  - France : 6 juin 1968

## Distribution
- Kirk Douglas (VF : Roger Rudel) : Jameson 'Jim' Schuyler dit « Sky »
- Sylva Koscina (VF : Nelly Benedetti) : Rena Westabrook
- Eli Wallach (VF : Albert Augier) : Tennessee Fredericks
- Kenneth Haigh : Jonathan « Johnny » Fleming
- Martyn Green (VF : Gérard Férat) : Loomis Finchley
- Sharon Farrell (VF : Perrette Pradier) : Carol
- Ruth White (VF : Lita Recio) : Biddy, la cuisinière
- Philip Bosco (VF : William Sabatier) : Fuller
- Ralph Waite (VF : Serge Sauvion) : Sean Magruder
- Meg Myles (VF : Janine Freson) : Mme Magruder
- William Roerick (en) (VF : Jean-Claude Michel) : Loren Westabrook
- Dana Elcar (VF : Jacques Deschamps) : Layton
- Dolph Sweet (VF : Claude Bertrand) : le capitaine Haver
- Dee Victor (VF : Hélène Tossy) : Mme Gordon
- Lincoln Kilpatrick : Daley
- Marty Glickman (VF : Pierre Loray) : le speaker du champ de courses
- Richard S. Castellano (VF : Henry Djanik) : le barman (non crédité)
- Leslie Charleson (VF : Nicole Favart) : Julie (non créditée)
- David Huddleston (VF : Jacques Dynam) : l'homme du bar lisant l'article de presse (non crédité)
- Ali MacGraw : Melody (non créditée)
- Marianne McAndrew (VF : Nadine Alari) : Tally (non créditée)
- Doris Roberts (VF : Estelle Gérard) : Feeney (non créditée)
- John P. Ryan : Harry Samson (non crédité)